# Kernevåben
 Der er for få eller ingen kildehenvisninger i denne artikel, hvilket er et problem. Du kan hjælpe ved at angive troværdige kilder til de påstande, som fremføres i artiklen.

Kernevåben, mest kendt som atomvåben, er bomber, der anvender radioaktivt materiale som sprængsats. Man skelner mellem
- Atombomben, som virker ved fission (spaltning) af atomkerner af tunge grundstoffer, f.eks. af uran eller plutonium.
- Brintbomben, som virker ved kernefusion (sammensmeltning) af atomkerner af lette grundstoffer, typisk isotoper af brint.

De såkaldte "beskidte bomber" indeholder kemisk sprængstof, der er pakket med ekstremt giftigt, radioaktivt materiale, som ved detonationen spredes ud over et stort område og gør det ubeboeligt. Beskidte bomber er altså ikke kernevåben i snæver forstand.

## Atombomben
Atombomben blev "opfundet" af Leó Szilárd, der ansøgte om patent d. 4. juli 1934. Bomben blev udviklet i USA under 2. verdenskrig i et gigantisk projekt med kodenavnet Manhattan-projektet under ledelse af fysikeren J. Robert Oppenheimer og testet ved en prøvesprængning (Trinitytesten) den 16. juli 1945 i Jornada del Muerto-ørkenen i New Mexico.
I en atombombe spaltes uran (eller plutonium) til lettere kerner og neutroner, der medvirker ved spaltningen af nye kerner osv. i en kædereaktion under frigivelse af store energimængder. For at kædereaktionen kan løbe løbsk og udvikle sig til en eksplosion, skal enten massen eller tætheden af fissionsmaterialet være større end en vis kritisk værdi. Atombomben kan derfor konstrueres efter to forskellige principper. I det ene tilfælde sammenføjes to klumper uran (Hiroshima), hvorved massen bliver overkritisk. I det andet tilfælde sammenpresses en klump plutonium (White Sands, Nagasaki), hvorved tætheden bliver overkritisk.
Ved angivelsen af en atombombes sprængkraft sættes den frisatte energi i relation til brændværdien af det kemiske sprængstof trotyl, trinitrotoluen (TNT). Sprængkraften af en atombombe ækvivalerer typisk 21 kiloton TNT-ækvivalent. Den største konventionelle bombe, der er konstrueret, har en sprængkraft af størrelsesorden 10 ton TNT, hvilket betyder, at atombomben er cirka tusind gange mere slagkraftig end noget våben, verden hidtil havde kendt.
Ved sprængning af atombomber i atmosfæren, slippes adskillige radioaktive stoffer ud i atmosfæren. Disse radioaktive stoffer spredes og falder senere til jorden som radioaktivt nedfald, hvilket skaber store sundhedsmæssige og miljømæssige problemer.

## Test
Fra 1945-1980 blev der foretaget over 2000 testsprængninger af kernevåben, heraf 500 atmosfæriske test, på en række lokationer over hele verden.
Der var primært kernevåbentest fra 1951-1989. Siden 1998 har kun Nordkorea udført test (i alt 6).

## Lande med Atomvåben
1. USA
2. Rusland
3. Kina
4. Storbritannien
5. Frankrig
6. Pakistan
7. Indien
8. Israel
9. Nordkorea

## Brintbomben
Brintbomben blev opfundet af Edward Teller og testet ved en prøvesprængning i 1952 på øen Elugelab i Ewinetok-atollen, som er en af Marshall-øerne i Stillehavet.
I en brintbombe sammensmeltes isotoper af brint til helium ved en termonuklear reaktion under frigivelse af enorme energimængder. I brintbomben eftergøres de processer, som forløber i Solens indre under høj temperatur og stort tryk. For at muliggøre kernesammensmeltningen er man nødt til at anvende en atombombe som tændsats, og detoneringen af den bidrager væsentligt til energiudviklingen.
Det stod hurtigt klart at brintbomben var et endnu mere frygtindgydende våben end atombomben, eftersom sprængkraften er af størrelsesorden tusind gange så stor, altså af størrelsesorden 5-50 megaton TNT. Den kraftigste brintbombe, der hidtil er detoneret er bomben Tsar Bomba, der blev sprængt af Sovjetunionen den 30. oktober 1961.
Brintbomben har ikke været anvendt i væbnede konflikter.

### Tsar Bomba
Tsar Bomba er historiens hidtil største og kraftigste prøvesprængning af et kernevåben og fandt sted i Novaya Zemlya i Rusland den 30. oktober 1961. Bombens sprængkraft var til at starte med på 100 megaton TNT, men man valgte at halvere kraften til ca. 50 megaton TNT (10 gange så meget sprængstof som blev anvendt under hele 2. verdenskrig).
Ildkuglen nåede en diameter på 8 km, hvormed den rørte jorden og kom næsten lige så højt op som flyet, der smed den, og den kunne tydeligt ses og mærkes op til 1.000 km væk, hvor den smadrede ruder i Finland og forvoldte mindre strukturelle skader andre steder. Den intense varmestråling ville have forårsaget tredjegradsforbrændinger indtil 100 km fra ground zero. Paddehatteskyen nåede en højde af 62 km (7 gange Mount Everest), før den forsvandt ud af atmosfæren og var et sted mellem 30-40 km i diameter. Den seismiske chokbølge kunne stadig måles på dens tredje jordomrejse. Den målte et sted mellem 5-5,25 på Richterskalaen.
50 megaton er omtrent 2,1*1017 joule, processen varede 39 nanosekunder, producerende 5,4*1024 Watt (5,4 yottawatt). Det svarer til at man i dette korte tidsrum producerede ca. 1,4 % af den energi, Solen udleder i samme tidsrum, eller at man ville dække verdens nuværende energibehov i 3,4 timer. USA's største brintbombe, B41, kunne teoretisk nå 25 megaton TNT – halvt så meget kraft som Tsar Bomba, selvom den største, de nogensinde har testet, "kun" var på 15 megaton TNT.

## Brintbombemagter
1. USA
2. Rusland
3. Kina
4. Storbritannien
5. Frankrig
6. Pakistan[3]
7. Indien[3]
8. Israel?[3]
9. Nordkorea?[3][4][5][6]

## Historisk betydning
For at undgå en blodig invasion af de japanske hovedøer, som ville koste noget nær 1 million amerikanske soldater livet, valgte den amerikanske regering at bruge atombomben for at tvinge Japan til at overgive sig betingelsesløst. Den første atombombe (Little Boy) blev kastet over Hiroshima den 6. august 1945, og tre dage efter fulgte endnu en (Fat Man) over Nagasaki. Herefter kapitulerede Japan.
Atombomberne over Hiroshima og Nagasaki forandrede efter manges mening verden for altid. Bl.a. havde naturvidenskaben i manges øjne endegyldigt mistet sin uskyld, fordi naturvidenskabsfolk på afgørende vis havde medvirket ved udviklingen af atombomben.
Siden 2. verdenskrig har kernevåben spillet en central rolle i det politiske spil mellem nationerne, især under Den kolde krig. Sovjetunionen fik sin første atombombe i 1949 og sin første brintbombe i 1953.
Den udbredte frygt for de katastrofale følger af en atomkrig har afstedkommet traktaten om ikke-spredning af kernevåben, hvis formål er at fastholde antallet af nationer, som disponerer over kernevåben (p.t. USA, Rusland, Indien, Pakistan, Kina, Storbritannien, Frankrig og Israel) og samtidig nedsætte antallet af sprænghoveder.
I nutiden er en af de alvorligste trusler, at terrororganisationer vil gøre brug af miniatombomber eller beskidte bomber. Mistanken om at Irak var ved at udvikle kernevåben var f.eks. den officielle forklaring på USA's invasion af landet under Irakkrigen.
Nordkorea gennemførte en prøvesprængning af et kernevåben i oktober 2006. FN's sikkerhedsråd blev nogle dage senere enige om en resolution, der indførte sanktioner mod Nordkorea. Der vil dog sandsynligvis gå lang tid, før landet selv kan udvikle et kernevåben, som det er praktisk muligt at anvende – medmindre landet får assistance fra udlandet. Det er endda blevet foreslået, at det ikke var en prøvesprængning, da de målte rystelser fra sprængningen kan være forårsaget af almindeligt sprængstof i stor mængde.
Nordkorea nedlagde i slutningen af 2007 sit atomprogram efter løfter om olie og naturgas til at dække det energibehov, som Kim Jong-il hævdede hans atomprogram skulle bruges til. Man foretog dog en ny prøvesprængning den 25. maj 2009. Den nye test nåede ifølge russiske seismologer op på ca. 20 kiloton, hvilket svarer meget godt til andre landes førstegangstester. Den 3. september 2017 foretog Nordkorea angiveligt en succesfuld test af en brintbombe, der vil kunne monteres på et Interkontinentalt ballistisk missil.